# 간다라 좌불상

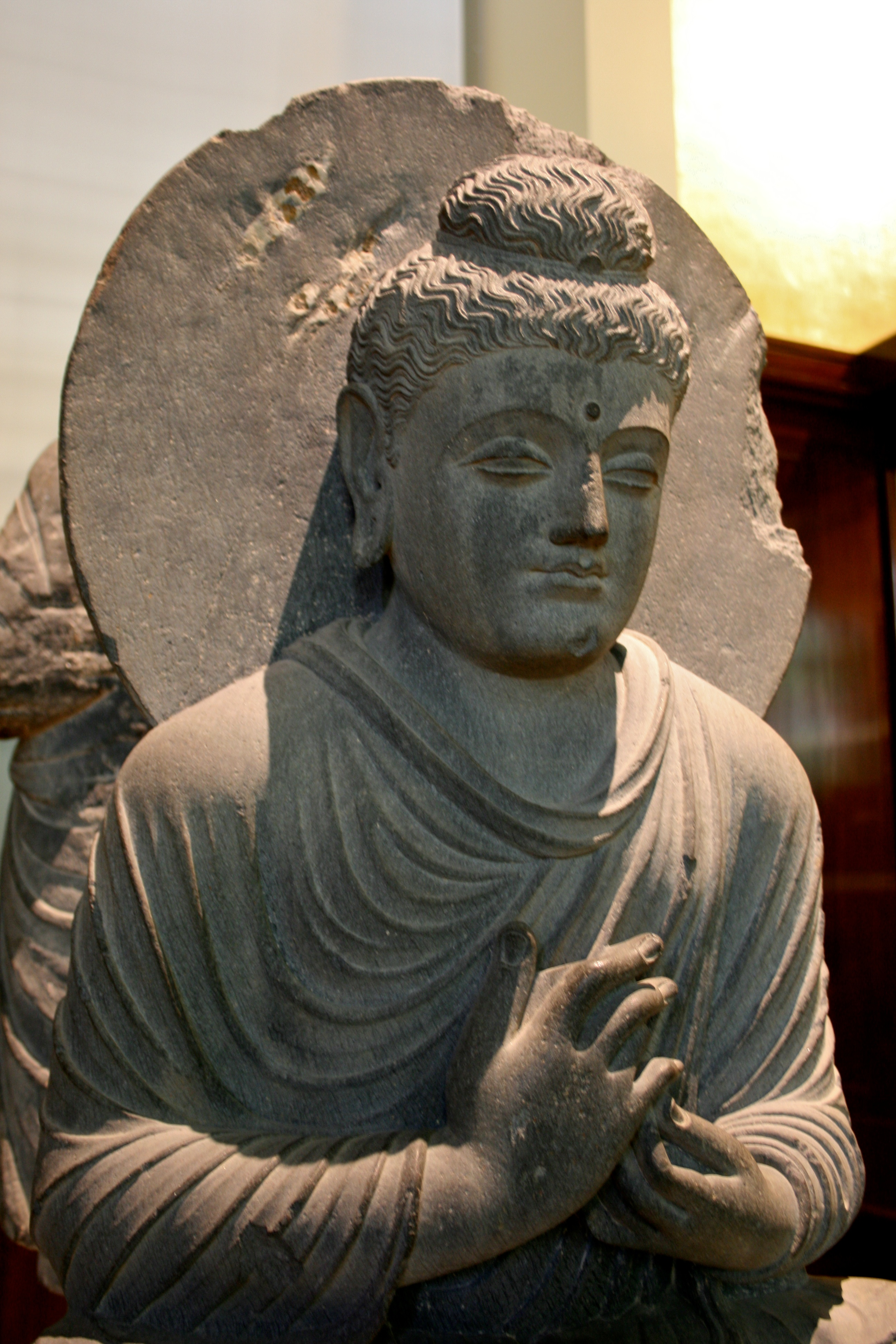
간다라 여래좌상, 대영박물관.

간다라 좌불상은 오늘날 파키스탄의 고대 지역 간다라에 있는 자말 가르히 유적지에서 발견된 서기 2세기 또는 3세기 쿠샨 제국 시절에 만들어진 초기 석불상이다. 불상은 기원전 1세기에 이르러서야 만들어졌다. 그 이전에는 부처는 일반적으로 무의미한 상징으로 표현되었다. 다른 간다란, 그리스 불교 미술, 쿠샨 미술과 마찬가지로 이 조각상도 불교 주제를 묘사한 고대 그리스 미술의 영향을 받았음을 보여준다. 이 불상은 현재 대영박물관 22호에 보관되어 있으며 1895년, 1026.1로 분류되어 있다.

## 설명
이 불상은 편암으로 조각되어 매우 세밀하게 묘사되어 있다. 이 자세는 오늘날의 우타르프라데시주 바라나시 인근 사르나트 사슴 공원에서 석가모니가 "법륜을 움직이게 하라"는 첫 설법을 하는 장면을 묘사한 것이다. 이 불상은 2세기 또는 3세기에 제작되었으며, 석가모니가 예수보다 더 이전인 6세기에서 5세기에 살았다고 하지만, 이 불상은 상당히 이른 시기에 제작된 불상이다. 불상은 서기 1세기가 되어서야 만들어졌다. 석가모니 사후 처음 400년 동안 부처는 발자국과 같은 상징으로만 표현되었다. 이 동상은 2010년 5월 BBC 라디오 4에서 방영된 '100가지 사물에 담긴 세계사'라는 프로그램의 영감으로 사용되었다. 이 프로그램에서는 붓다를 이전처럼 상징으로만 표현하지 않고 동상으로 표현할 수 있게 된 변화에 대해 논의했다.
부처의 모습은 왕좌 또는 단상의 쿠션 위에 그려져 있다. 왕좌 앞쪽에는 터번과 후광을 쓴 훨씬 작은 보살상이 있고, 그 옆에는 불상을 기증한 부부의 초상화로 추정되는 남성과 여성의 무릎을 꿇고 있는 모습이 있다.

## 유사한 조각상
예일 대학교 미술관에는 검은 편암으로 조각된 유사한 동상이 있다. 또 다른 유사한 동상은 2009년 9월 크리스티스에서 $218,500에 판매되었다. 이 조각상은 같은 시간과 장소에서 제작된 것으로 높이가 26인치에 달한다. 이 불상은 같은 시기와 장소에서 만들어진 것으로 높이가 26인치에 달한다. 이 불상은 불교 조각품 중 가장 희귀한 것으로 널리 알려져 있으며, 도상 파괴에도 불구하고 프랑스, 독일, 일본, 대한민국, 중화인민공화국, 인도, 아프가니스탄, 파키스탄 박물관에서 남아 있는 불상을 볼 수 있다.

## 갤러리

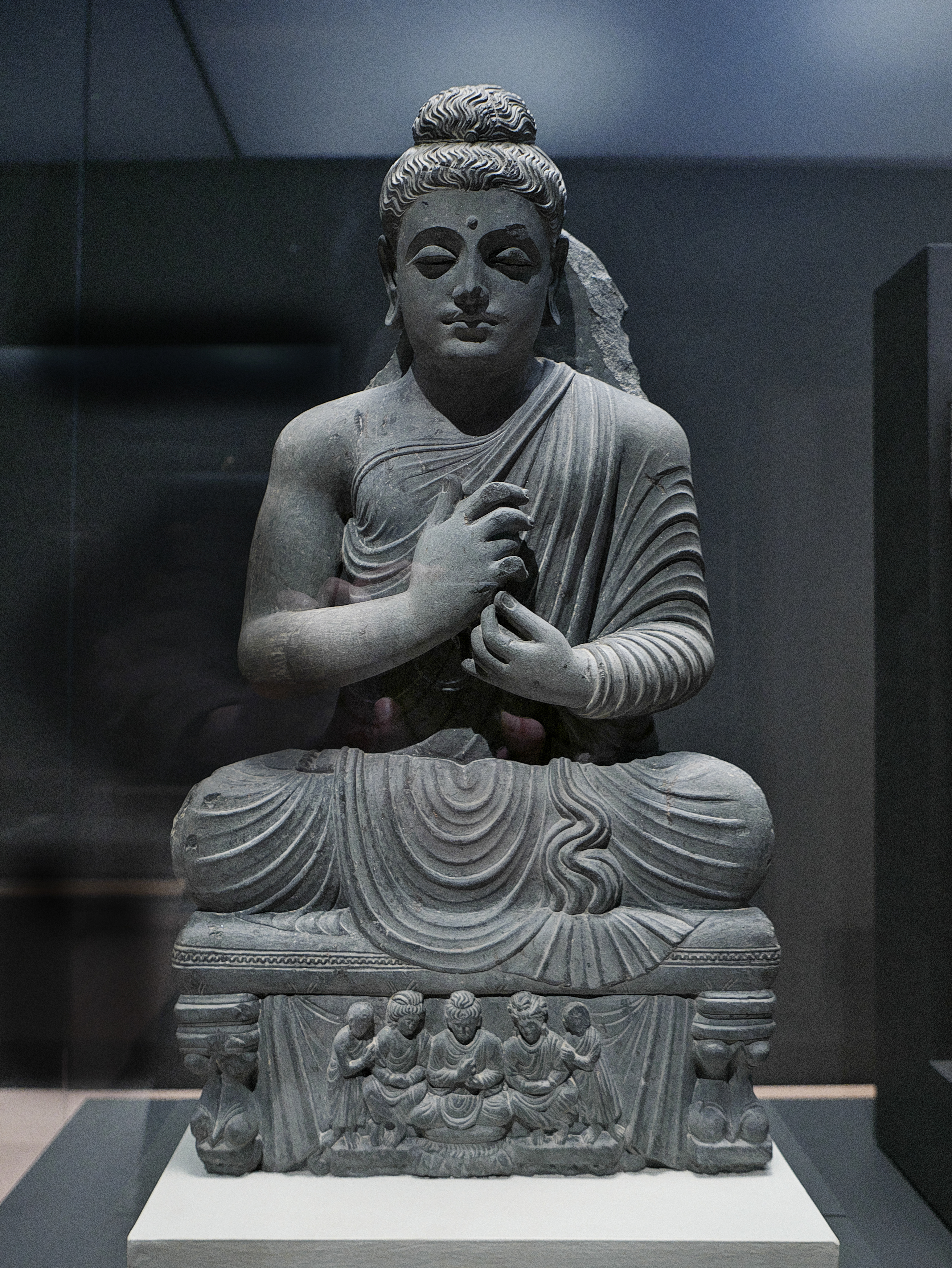
대영박물관에 있는 다른 불상(1880.217)
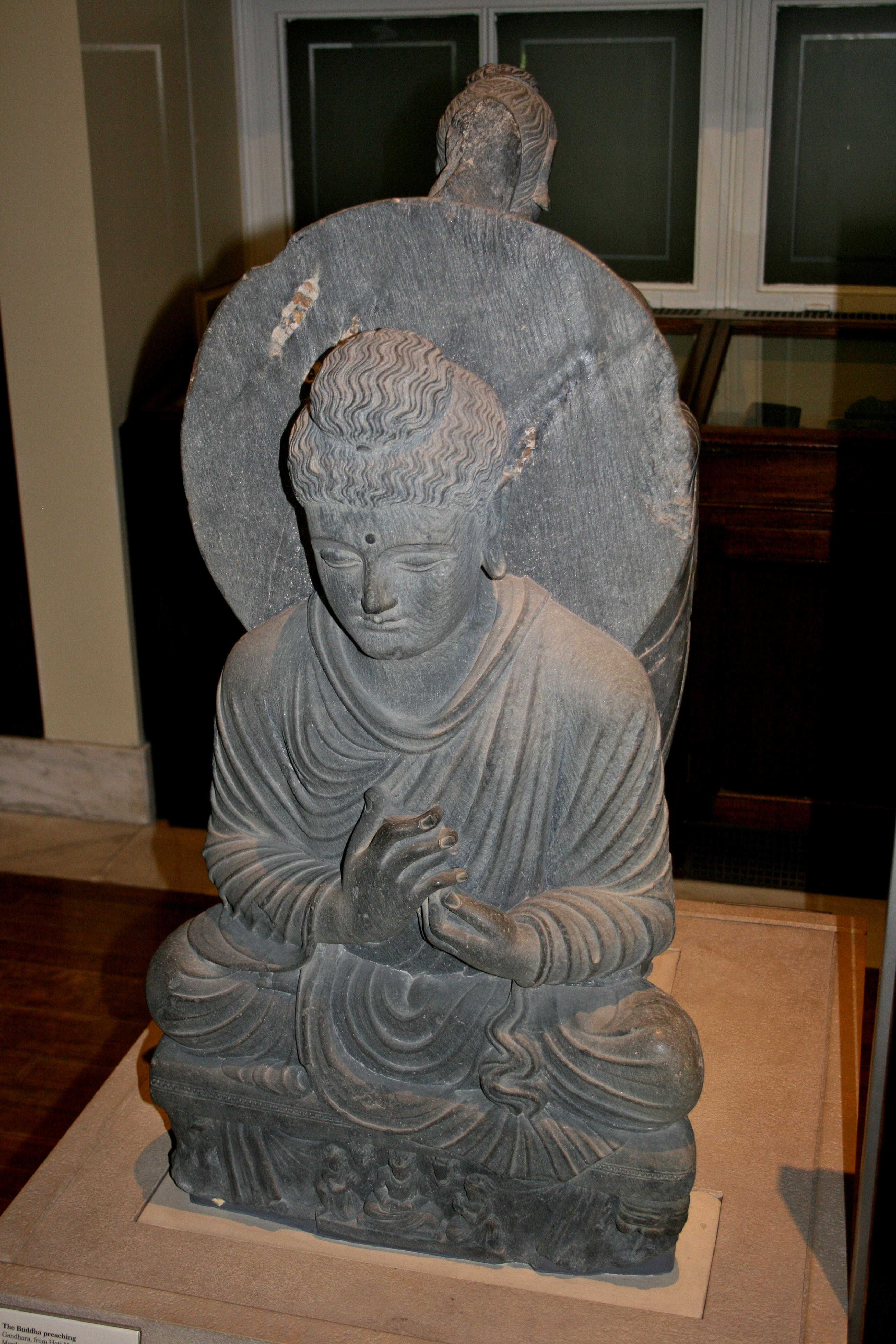
대영박물관에 있는 여래좌상의 또 다른 모습
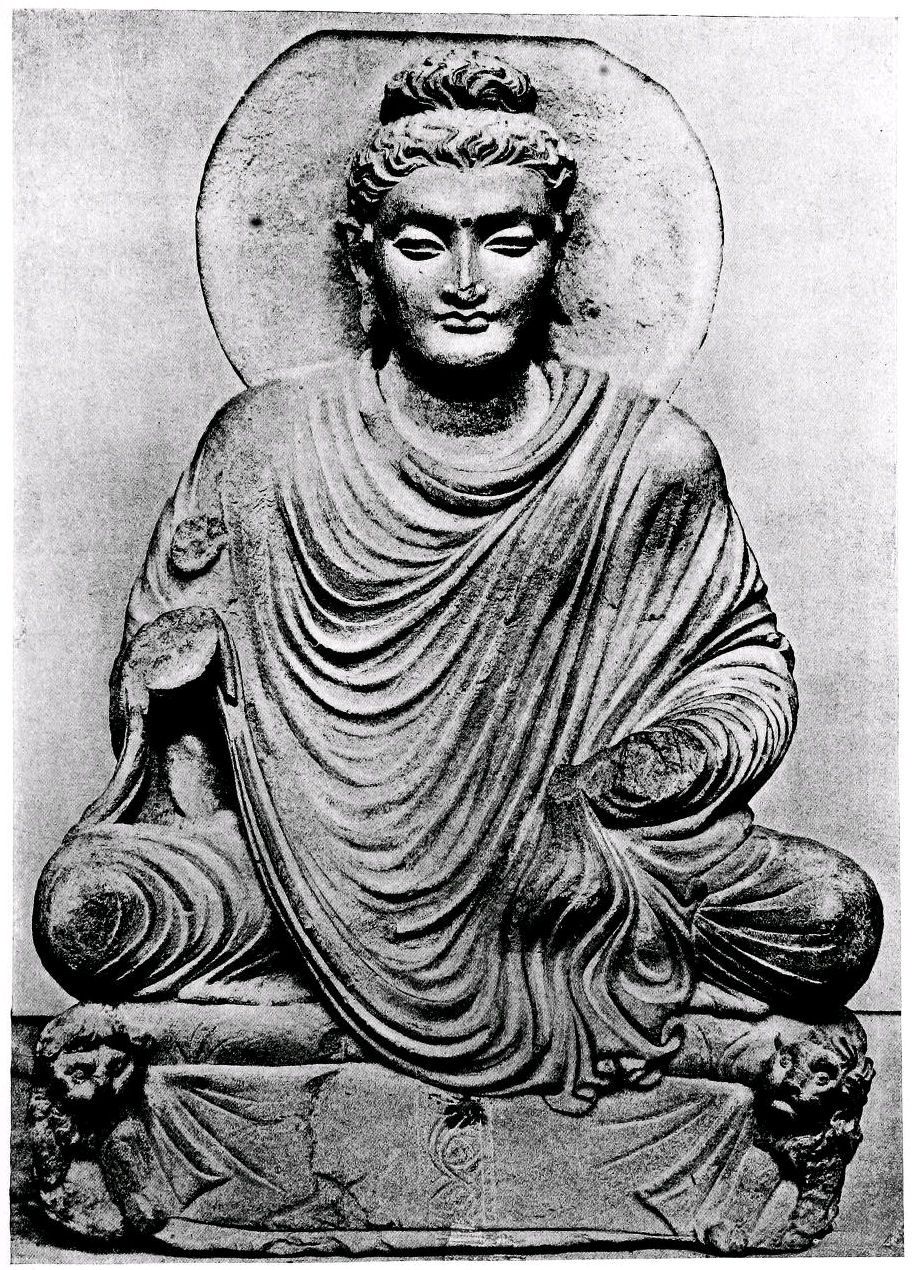
여래좌상, 베를린 박물관.